# Canton de la Plaine niortaise
Le canton de la Plaine niortaise est une circonscription électorale française du département des Deux-Sèvres.

## Histoire
Un nouveau découpage territorial des Deux-Sèvres entre en vigueur à l'occasion des premières élections départementales suivant le décret du 18 février 2014. Les conseillers départementaux sont, à compter de ces élections, élus au scrutin majoritaire binominal mixte. Les électeurs de chaque canton élisent au Conseil départemental, nouvelle appellation du Conseil général, deux membres de sexe différent, qui se présentent en binôme de candidats. Les conseillers départementaux sont élus pour 6 ans au scrutin binominal majoritaire à deux tours, l'accès au second tour nécessitant 12,5 % des inscrits au 1er tour. En outre la totalité des conseillers départementaux est renouvelée. Ce nouveau mode de scrutin nécessite un redécoupage des cantons dont le nombre est divisé par deux avec arrondi à l'unité impaire supérieure si ce nombre n'est pas entier impair, assorti de conditions de seuils minimaux. Dans les Deux-Sèvres, le nombre de cantons passe ainsi de 33 à 17.
Le canton de la Plaine niortaise est formé de communes des anciens cantons de Prahecq (7 communes) et de Niort-Nord (3 communes). Il est entièrement inclus dans l'arrondissement de Niort. Le bureau centralisateur est situé à Chauray.

## Représentation
| Période élective | Période élective | Mandat        | Mandat                    | Identité           | Nuance | Nuance | Qualité |
| ---------------- | ---------------- | ------------- | ------------------------- | ------------------ | ------ | ------ | --- |
| 2015             | 2021             | 2015          | décembre 2018 (démission) | Bernard Millet     |        | PS     | Chef d'entreprise retraité Conseiller municipal d'Échiré (1983-1989 et 1999-2020), ancien conseiller général du Canton de Niort-Nord |
| 2015             | 2021             | 2015          | 2021                      | Magdeleine Pradère |        | PS     | Enseignante retraitée 1re adjointe au maire de Vouillé (2008-2020)                                                                   |
| 2015             | 2021             | décembre 2018 | 2021                      | Lionel Vinour      |        | PS     | Directeur de la vie de campus et du patrimoine de l'Université de Poitiers Conseiller municipal (opposition) d'Aiffres               |
| 2021             | 2028             | 2021          | en cours                  | Thierry Devautour  |        | DVD    | Retraité Maire d'Échiré |
| 2021             | 2028             | 2021          | en cours                  | Nathalie Vinatier  |        | DVD    | Cadre Adjointe au maire d'Aiffres, suppléante du député App.LREM Bastien Marchive                                                    |

### Résultats détaillés

#### Élections de mars 2015
À l'issue du 1er tour des élections départementales de 2015, deux binômes sont en ballottage : Bernard Millet et Magdeleine Pradère (Union de la Gauche, 40,76 %) et Georges Berdolet et Sophia Marc (Union de la Droite, 34,13 %). Le taux de participation est de 48,99 % (9 376 votants sur 19 137 inscrits) contre 50,44 % au niveau départemental et 50,17 % au niveau national.
Au second tour, Bernard Millet et Magdeleine Pradère (Union de la Gauche) sont élus avec 52,58 % des suffrages exprimés et un taux de participation de 48,62 % (4 481 voix pour 9 305 votants et 19 138 inscrits).

#### Élections de juin 2021
Le premier tour des élections départementales de 2021 est marqué par un très faible taux de participation (33,26 % au niveau national). Dans le canton de la Plaine niortaise, ce taux de participation est de 31,56 % (6 203 votants sur 19 653 inscrits) contre 32,03 % au niveau départemental. À l'issue de ce premier tour, deux binômes sont en ballottage : Thierry Devautour et Nathalie Vinatier (Union au centre et à droite, 44,29 %) et Anne François et Lionel Vinour (Union à gauche, 21,69 %).
Le second tour des élections est marqué une nouvelle fois par une abstention massive équivalente au premier tour. Les taux de participation sont de 34,36 % au niveau national, 31,89 % dans le département et 31,41 % dans le canton de la Plaine niortaise. Thierry Devautour et Nathalie Vinatier (Union au centre et à droite) sont élus avec 58,3 % des suffrages exprimés (3 390 voix pour 6 174 votants et 19 656 inscrits),,.

## Composition
Le canton de la Plaine niortaise comprend dix communes entières.
| Nom                             | Code Insee | Intercommunalité | Superficie (km2) | Population (dernière pop. légale) | Densité (hab./km2) | Modifier                                    |
| ------------------------------- | ---------- | ---------------- | ---------------- | --------------------------------- | ------------------ | ------------------------------------------- |
| Chauray (bureau centralisateur) | 79081      | CA du Niortais   | 14,50            | 7 173 (2022)                      | 495                | modifier les données · modifier les données |
| Aiffres                         | 79003      | CA du Niortais   | 25,72            | 5 423 (2022)                      | 211                | modifier les données · modifier les données |
| Brûlain                         | 79058      | CA du Niortais   | 24,67            | 748 (2022)                        | 30                 | modifier les données · modifier les données |
| Échiré                          | 79109      | CA du Niortais   | 30,96            | 3 536 (2022)                      | 114                | modifier les données · modifier les données |
| Juscorps                        | 79144      | CA du Niortais   | 6,48             | 380 (2022)                        | 59                 | modifier les données · modifier les données |
| Prahecq                         | 79216      | CA du Niortais   | 24,95            | 2 249 (2022)                      | 90                 | modifier les données · modifier les données |
| Saint-Gelais                    | 79249      | CA du Niortais   | 16,40            | 2 217 (2022)                      | 135                | modifier les données · modifier les données |
| Saint-Martin-de-Bernegoue       | 79273      | CA du Niortais   | 17,75            | 814 (2022)                        | 46                 | modifier les données · modifier les données |
| Saint-Romans-des-Champs         | 79294      | CA du Niortais   | 4,10             | 167 (2022)                        | 41                 | modifier les données · modifier les données |
| Vouillé                         | 79355      | CA du Niortais   | 22,30            | 3 538 (2022)                      | 159                | modifier les données · modifier les données |
| Canton de la Plaine niortaise   | 7914       |                  | 187,83           | 26 245 (2022)                     | 140                | modifier les données                        |

## Démographie
En 2022, le canton comptait 26 245 habitants, en évolution de +3,51 % par rapport à 2016 (Deux-Sèvres : +0,18 %, France hors Mayotte : +2,11 %).
| 2013   | 2018   | 2022   |
| ------ | ------ | ------ |
| 24 686 | 25 601 | 26 245 |